# Alessandro Santos
Alessandro Santos (三都主 アレサンドロ Santosu Aresandoro?,  nacido el 20 de julio de 1977 en Maringá, Paraná), (anteriormente Alessandro dos Santos) conocido como Alex, es un exfutbolista japonés de origen brasileño. Jugaba de centrocampista y su último club fue el PSTC de la Série D de Brasil.

## Selección nacional
Ha sido internacional con la Selección de fútbol de Japón, jugando 82 partidos internacionales y anotando 7 goles.

### Participaciones en Copas del Mundo
| Mundial                        | Sede                | Resultado        |
| ------------------------------ | ------------------- | ---------------- |
| Copa Mundial de Fútbol de 2002 | Corea del Sur Japón | Octavos de final |
| Copa Mundial de Fútbol de 2006 | Alemania            | Primera fase     |

## Clubes
| Club                       | País    | Año       |
| -------------------------- | ------- | --------- |
| Shimizu S-Pulse            | Japón   | 1997-2003 |
| Urawa Red Diamonds         | Japón   | 2004-2009 |
| Red Bull Salzburg (cedido) | Austria | 2007      |
| Nagoya Grampus             | Japón   | 2009-2012 |
| Tochigi SC                 | Japón   | 2013      |
| FC Gifu                    | Japón   | 2014-     |

## Estadísticas

### Clubes
| Club | Div.          | Temporada     | Liga  | Liga  | Liga   | Copas nacionales(1) | Copas nacionales(1) | Copas nacionales(1) | Copas internacionales(2) | Copas internacionales(2) | Copas internacionales(2) | Total | Total | Total  | Media goleadora(3) |
| Club | Div.          | Temporada     | Part. | Goles | Asist. | Part.               | Goles               | Asist.              | Part.                    | Goles                    | Asist.                   | Part. | Goles | Asist. | Media goleadora(3) |
| --- | ------------- | ------------- | ----- | ----- | ------ | ------------------- | ------------------- | ------------------- | ------------------------ | ------------------------ | ------------------------ | ----- | ----- | ------ | ------------------ |
| Shimizu S-Pulse Japón |               |               |       |       |        |                     |                     |                     |                          |                          |                          |       |       |        |                    |
| 1.ª | 1997          | 27            | 3     |       | 5      | 1                   |                     | —                   | —                        | —                        | 32                       | 4     | 0     | 0,13   |                    |
| 1.ª | 1998          | 26            | 10    |       | 10     | 2                   |                     | —                   | —                        | —                        | 36                       | 12    | 0     | 0,33   |                    |
| 1.ª | 1999          | 32            | 11    |       | 6      | 0                   |                     | —                   | —                        | —                        | 38                       | 11    | 0     | 0,29   |                    |
| 1.ª | 2000          | 30            | 4     |       | 10     | 4                   |                     | —                   | —                        | —                        | 40                       | 8     | 0     | 0,20   |                    |
| 1.ª | 2001          | 30            | 12    |       | 8      | 3                   |                     | —                   | —                        | —                        | 38                       | 15    | 0     | 0,39   |                    |
| 1.ª | 2002          | 29            | 9     |       | 6      | 2                   | 1                   | 5                   | 3                        | 0                        | 40                       | 14    | 1     | 0,35   |                    |
| 1.ª | 2003          | 26            | 7     |       | 8      | 0                   |                     | —                   | —                        | —                        | 34                       | 7     | 0     | 0,21   |                    |
| Total club | Total club    | 200           | 56    | 0     | 53     | 12                  | 1                   | 5                   | 3                        | 0                        | 258                      | 71    | 1     | 0,28   |                    |
| Urawa Red Diamonds Japón |               |               |       |       |        |                     |                     |                     |                          |                          |                          |       |       |        |                    |
| 1.ª | 2004          | 29            | 3     |       | 3      | 1                   |                     | —                   | —                        | —                        | 32                       | 4     | 0     | 0,13   |                    |
| 1.ª | 2005          | 32            | 4     | 5     | 10     | 0                   |                     | —                   | —                        | —                        | 42                       | 4     | 5     | 0,10   |                    |
| 1.ª | 2006          | 34            | 5     | 10    | 2      | 0                   | 1                   | —                   | —                        | —                        | 36                       | 5     | 11    | 0,14   |                    |
| Total club | Total club    | 95            | 12    | 15    | 15     | 1                   | 1                   | 0                   | 0                        | 0                        | 110                      | 13    | 16    | 0,12   |                    |
| Red Bull Salzburgo · Austria |               |               |       |       |        |                     |                     |                     |                          |                          |                          |       |       |        |                    |
| 1.ª | 2006-07       | 9             | 0     | 1     | 1      | 0                   | 0                   | —                   | —                        | —                        | 10                       | 0     | 1     | 0,00   |                    |
| 1.ª | 2007-08       | 11            | 1     | 2     | —      | —                   | —                   | 1                   | 0                        | 0                        | 12                       | 1     | 2     | 0,08   |                    |
| Total club | Total club    | 20            | 1     | 3     | 1      | 0                   | 0                   | 1                   | 0                        | 0                        | 22                       | 1     | 3     | 0,05   |                    |
| Urawa Red Diamonds Japón |               |               |       |       |        |                     |                     |                     |                          |                          |                          |       |       |        |                    |
| 1.ª | 2008          | 1             | 0     | 0     | 0      | 0                   | 0                   | —                   | —                        | —                        | 1                        | 0     | 0     | 0,00   |                    |
| 1.ª | 2009          | 6             | 0     | 1     | 4      | 0                   | 0                   | —                   | —                        | —                        | 10                       | 0     | 1     | 0,00   |                    |
| Total club | Total club    | 7             | 0     | 1     | 4      | 0                   | 0                   | 0                   | 0                        | 0                        | 11                       | 0     | 1     | 0,00   |                    |
| Nagoya Grampus Japón |               |               |       |       |        |                     |                     |                     |                          |                          |                          |       |       |        |                    |
| 1.ª | 2009          | 14            | 0     | 0     | 6      | 1                   | 0                   | 4                   | 0                        | 1                        | 24                       | 1     | 1     | 0,04   |                    |
| 1.ª | 2010          | 25            | 0     | 4     | 5      | 1                   | 0                   | —                   | —                        | —                        | 30                       | 1     | 4     | 0,03   |                    |
| 1.ª | 2011          | 11            | 0     | 1     | 7      | 0                   | 0                   | 3                   | 0                        | 0                        | 21                       | 0     | 1     | 0,00   |                    |
| 1.ª | 2012          | 5             | 0     | 0     | 2      | 0                   | 0                   | 2                   | 0                        | 0                        | 9                        | 0     | 0     | 0,00   |                    |
| Total club | Total club    | 55            | 0     | 5     | 20     | 2                   | 0                   | 9                   | 0                        | 1                        | 84                       | 2     | 6     | 0,02   |                    |
| Tochigi S.C. Japón |               |               |       |       |        |                     |                     |                     |                          |                          |                          |       |       |        |                    |
| 2.ª | 2013          | 25            | 2     | 3     | 2      | 0                   | 0                   | —                   | —                        | —                        | 27                       | 2     | 3     | 0,07   |                    |
| Total club | Total club    | 25            | 2     | 3     | 2      | 0                   | 0                   | 0                   | 0                        | 0                        | 27                       | 2     | 3     | 0,07   |                    |
| F.C. Gifu Japón |               |               |       |       |        |                     |                     |                     |                          |                          |                          |       |       |        |                    |
| 2.ª | 2014          | 18            | 2     | 1     | 0      | 0                   | 0                   | —                   | —                        | —                        | 18                       | 2     | 1     | 0,11   |                    |
| Total club | Total club    | 18            | 2     | 1     | 0      | 0                   | 0                   | 0                   | 0                        | 0                        | 18                       | 2     | 1     | 0,11   |                    |
| Total carrera | Total carrera | Total carrera | 420   | 73    | 28     | 95                  | 15                  | 2                   | 15                       | 3                        | 1                        | 530   | 91    | 31     | 0,17               |
| (1) Incluye datos de Copa del Emperador (1997-2006, 2008-2014), Copa J. League (1997-2006, 2008-2012), Supercopa de Japón (1999, 2001-2002, 2006 y 2011) y Copa de Austria (2006-2008). (2) Incluye datos de Liga de Campeones de la AFC (2002, 2009, 2011-2012) y Liga de Campeones de la UEFA (2007). (3) No incluye goles en partidos amistosos. |               |               |       |       |        |                     |                     |                     |                          |                          |                          |       |       |        |                    |

### Selección nacional
| Selección | Temporada     | Asia(A) | Asia(A) | Asia(A) | Mundiales(B) | Mundiales(B) | Mundiales(B) | Amistosos | Amistosos | Amistosos | Total | Total | Total  | Media goleadora |
| Selección | Temporada     | Part.   | Goles   | Asist.  | Part.        | Goles        | Asist.       | Part.     | Goles     | Asist.    | Part. | Goles | Asist. | Media goleadora |
| --- | ------------- | ------- | ------- | ------- | ------------ | ------------ | ------------ | --------- | --------- | --------- | ----- | ----- | ------ | --------------- |
| Absoluta Japón |               |         |         |         |              |              |              |           |           |           |       |       |        |                 |
| 2002 | —             | —       | —       | 2       | 0            | 1            | 7            | 1         | 1         | 9         | 1     | 2     | 0,11   |                 |
| 2003 | 3             | 1       | 0       | 3       | 0            | 0            | 9            | 0         | 2         | 15        | 1     | 2     | 0,07   |                 |
| 2004 | 6             | 0       | 1       | 6       | 0            | 1            | 10           | 2         | 3         | 22        | 2     | 5     | 0,09   |                 |
| 2005 | 2             | 0       | 0       | 7       | 0            | 1            | 8            | 1         | 3         | 17        | 1     | 4     | 0,06   |                 |
| 2006 | 6             | 0       | 5       | 3       | 0            | 1            | 10           | 2         | 2         | 19        | 2     | 8     | 0,11   |                 |
| Total | 17            | 1       | 6       | 21      | 0            | 4            | 44           | 6         | 11        | 82        | 7     | 21    | 0,09   |                 |
| Total carrera | Total carrera | 17      | 1       | 6       | 21           | 0            | 4            | 44        | 6         | 11        | 82    | 7     | 21     | 0,09            |
| (A) Incluye datos de fases de clasificación para campeonatos asiáticos. (B) Incluye datos de fases de clasificación para campeonatos mundiales. |               |         |         |         |              |              |              |           |           |           |       |       |        |                 |

### Goles internacionales
| No | Fecha                  | Sede                                   | Oponente          | Gol | Resultado | Competición                                |
| -- | ---------------------- | -------------------------------------- | ----------------- | --- | --------- | ------------------------------------------ |
| 1. | 2 de mayo de 2002      | Estadio de las Alas, Kōbe, Japón       | Honduras          | 3–3 | 3–3       | Copa Kirin Soccer                          |
| 2. | 7 de diciembre de 2003 | Estadio Saitama 2002, Saitama, Japón   | Hong Kong         | 1–0 | 1–0       | Campeonato de Fútbol del Este de Asia 2003 |
| 3. | 12 de febrero de 2004  | Estadio Nacional, Tokio, Japón         | Irak              | 2–0 | 2–0       | Amistoso internacional                     |
| 4. | 30 de mayo de 2004     | Mánchester, Inglaterra                 | Islandia          | 3–2 | 3–2       | Amistoso internacional                     |
| 5. | 29 de enero de 2005    | Estadio Internacional, Yokohama, Japón | Kazajistán        | 3–0 | 4–0       | Copa Kirin Challenge                       |
| 6. | 9 de agosto de 2006    | Estadio Nacional, Tokio, Japón         | Trinidad y Tobago | 1–0 | 2–0       | Copa Kirin Challenge                       |
| 7. | 9 de agosto de 2006    | Estadio Nacional, Tokio, Japón         | Trinidad y Tobago | 2–0 | 2–0       | Copa Kirin Challenge                       |

### Resumen estadístico
|                       | Partidos | Goles | Promedio |
| --------------------- | -------- | ----- | -------- |
| Liga                  | 420      | 73    | 0,17     |
| Copas nacionales      | 95       | 15    | 0,16     |
| Copas internacionales | 15       | 3     | 0,20     |
| Selección de Japón    | 82       | 7     | 0,09     |
| Total                 | 612      | 98    | 0,16     |

## Palmarés

### Títulos nacionales
| Título             | Club               | País    | Año  |
| ------------------ | ------------------ | ------- | ---- |
| Supercopa de Japón | Shimizu S-Pulse    | Japón   | 2001 |
| Copa del Emperador | Shimizu S-Pulse    | Japón   | 2001 |
| Supercopa de Japón | Shimizu S-Pulse    | Japón   | 2002 |
| Copa del Emperador | Urawa Red Diamonds | Japón   | 2005 |
| Supercopa de Japón | Urawa Red Diamonds | Japón   | 2006 |
| J1 League          | Urawa Red Diamonds | Japón   | 2006 |
| Copa del Emperador | Urawa Red Diamonds | Japón   | 2006 |
| Bundesliga         | Red Bull Salzburgo | Austria | 2007 |
| J1 League          | Nagoya Grampus     | Japón   | 2010 |
| Supercopa de Japón | Nagoya Grampus     | Japón   | 2010 |

### Títulos internacionales
| Título           | Club (*)        | Sede       | Año  |
| ---------------- | --------------- | ---------- | ---- |
| Recopa de la AFC | Shimizu S-Pulse | Chiang Mai | 2000 |
| Copa Asiática    | Japón           | Pekín      | 2004 |

(*) Incluyendo la selección

### Distinciones individuales
| Distinción                          | Año  |
| ----------------------------------- | ---- |
| Jugador Más Valioso de la J. League | 1999 |
| J. League Best XI                   | 1999 |
| MVP de la Recopa de la AFC          | 2000 |